# Ver sacrum (Древний Рим)
Ver sacrum (с лат. — «священная весна») — религиозный обычай у италиков, вошедший затем и в практику древнеримской религии.

## Мифология и история
В случае чрезвычайных бедствий, обрушившихся на государство, давался обет богам (особенно Марсу или Юпитеру) принести им в жертву всё, что родится следующей весной (с начала марта по конец апреля): приплод скота, а в глубокой древности, по свидетельству античных авторов, также и детей. В более поздние времена вместо человеческих жертвоприношений молодёжь, достигшую 20 или 21 года, символически изгоняли: прикрыв лицо, выводили за границу Римского государства, после чего изгнанные отправлялись жить на новое место; в некоторых случаях считалось, что их ведёт само божество или его посланник. Многие колонии были основаны людьми, изгнанными таким образом. В древнеримских источниках зафиксированы два случая принесения такого обета: после разгрома при Тразименском озере (217 до н. э.) и вскоре после Второй Пунической войны; в обоих случаях жертва была ограничена приплодом домашних животных.
Праздник весны начинался 15 марта (так называемые Мартовские иды), в этот день заговорщиками был убит Гай Юлий Цезарь. Отсюда поговорка: «Бойтесь мартовских ид». Фраза «Ид марта берегись» (англ. Beware the ides of March) из пьесы Шекспира «Юлий Цезарь» (акт I, сцена 2) стала крылатой.

## Гипотезы
По мнению И. Л. Маяк, уже при полулегендарных Ромуле и Нуме Помпилии были запрещены человеческие жертвоприношения, хотя отказ от таких жертвоприношений мог иметь место и раньше. Маяк видит в легенде о судьбе близнецов Ромула и Рема и основании ими Рима проявление обыкновения избавляться от лишнего, ненужного потомства и воплощение ver sacrum. Отказ от принесения в жертву людей нельзя объяснить, вслед за античными авторами, просто смягчением нравов. Это смягчение было обусловлено глубинными экономическими причинами, подъёмом уровня производства.